# Gap (компанія)
Gap Inc. (вимовляється Геп) — американська компанія, найбільший рітейлер одягу в США і власник другої за величиною у світі мережі магазинів по продажу одягу. Штаб-квартира компанії розташована в Сан-Бруно, Каліфорнія (США).

## Історія
У 1969 році Дон Фішер, каліфорнійський посередник комерційної нерухомості, що спеціалізується на розміщенні роздрібних магазинів, був соціальним другом Уолтера «Воллі» Хааса-молодшого, президента Levi Strauss & Co. Фішер був натхненний несподіваним успіхом «Вежі взуття» (The Tower of Shoes) в старому Quonset Hut в нероздрібному промисловому районі Сакраменто, Каліфорнія. Вона привернула цілі натовпи, рекламуючи, що незалежно від бренду, стилю чи розміру взуття, які жінка може хотіти, вони будуть саме у The Tower of Shoes. І знаючи, що навіть у Macy's, найбільшого клієнта Levi's, постійно не вистачає найбільш продаваних розмірів і кольорів Levi's, Фішер попросив Хааса дозволити йому скопіювати бізнес-модель The Tower of Shoes і застосувати її до продуктів Levi's. Хаас рекомендував Фішера до Бада Робінсона, свого директора з реклами, за те, що Хаас припускав, що буде швидкою відмовою; але замість цього Робінсон і Фішер ретельно розробили план тестування того, що мало стати The Gap (назване дружиною Дона, Доріс Фішер). Назва була посиланням на «розрив між поколінями».
Фішер погодився продавати лише одяг Levi's у всіх стилях і розмірах, згрупованих за розмірами. Зі свого боку Levi's гарантує, що в The Gap ніколи не буде нестачі товару, поповнюватиме запаси протягом доби зі складу Levi's в Сан-Хосе, Каліфорнія. І, нарешті, Робінсон запропонував заплатити 50% радіореклами The Gap наперед і уникнув антимонопольного законодавства, запропонувавши той самий маркетинговий пакет будь-якому магазину, який погодиться продавати лише продукцію Levi's.
Фішер відкрив перший магазин Gap біля Сіті-коледжу на Оушен-авеню в Інглсайді, Сан-Франциско, 21 серпня 1969 року; його єдиний товар складався з платівок Levi's і LP для залучення клієнтів-підлітків.
У 1970 році Gap відкрив другий магазин у Сан-Хосе. У 1971 році Gap заснував свою корпоративну штаб-квартиру в Берлінгеймі, Каліфорнія, з чотирма співробітниками. До 1973 року компанія налічувала понад 25 місць і розширилася на ринок Східного узбережжя з магазином у торговому центрі Echelon у Вурхізі, штат Нью-Джерсі. У 1974 році Gap почав продавати товари приватної марки.
У 1990-х роках Gap прийняв висококласний стиль і оновив свій інвентар під керівництвом Мілларда Дрекслера. Однак, Дрекслера усунули зі своєї посади після 19 років служби у 2002 році після надмірного розширення, 29-місячного падіння продажів і напруженості в сім'ї Фішер. Дрекслер відмовився підписати угоду про неконкуренцію і зрештою став генеральним директором J. Crew. Через місяць після його відходу товар, який він замовив, викликав сильне відновлення продажів. Роберт Дж. Фішер призначив Пола Пресслера новим генеральним директором; саме йому приписували закриття неефективних локацій і погашення боргу. Однак його фокус-групи не змогли відновити лідерство компанії на своєму ринку.
У 2007 році Gap оголосила, що «сфокусує зусилля на найнятті головного виконавчого директора, який має глибокий досвід роздрібної торгівлі та мерчандайзингу в ідеальному варіанті одягу, розуміє творчий процес і може ефективно виконувати стратегії у великих, складних середовищах, підтримуючи міцну фінансову дисципліну». Того січня Преслер пішов у відставку після двох невтішних сезонів святкових розпродажів, і його на тимчасовій основі змінив Роберт Дж. Фішер. Він почав працювати з компанією в 1980 році і приєднався до ради в 1990 році, а пізніше обіймає кілька керівних посад, включаючи президента Banana Republic і підрозділів Gap. Комітет з пошуку правління очолив Адріан Белламі, голова The Body Shop International, до якого входив засновник Дональд Фішер. 2 лютого Марка Хансен, колишній керівник відділу Banana Republic, змінила Синтію Харріс на посаді керівника відділу Gap. У травні Old Navy звільнила приблизно 300 менеджерів у менших місцях, щоб допомогти оптимізувати витрати. Того липня Гленн Мерфі, раніше генеральний директор Shoppers Drug Mart в Канаді, був оголошений новим генеральним директором Gap, Inc. Також були залучені нові провідні дизайнери, щоб допомогти визначити модний образ, зокрема Патрік Робінсон для Gap Adult, Саймон Книн для Banana Republic і Тодд Олдхем для Old Navy. Робінсон був прийнятий на посаду головного дизайнера у 2007 році, але був звільнений у травні 2011 року після того, як продажі не зросли. Проте він мав комерційний успіх на міжнародних ринках. У 2007 році журнал Ethisphere вибрав Gap з числа тисяч компаній, які були оцінені як одна зі 100 «Найетичніших компаній світу».

## Власники та керівництво
Сім'ї засновників компанії Дональда і Доріс Фішер належить 33 % акцій, решта акцій — у вільному обігу. Капіталізація на середину травня 2008 року — $13,7 млрд.
Голова ради директорів і головний керівник компанії — Глен Мерфі (Glenn Murphy).

## Діяльність
Мережа магазинів компанії нараховує 3150 магазинів в США, Великій Британії, Канаді, Франції, Ірландії, та інших країнах. Одяг продається під торговими мараками Gap, Banana Republic, Old Navy и Piperlime.
Кількість персоналу — близько 152 тис. осіб. Виторг компанії за 2007 рік склала $15,8 млрд, чистий прибуток — $833 млн.